# 臺北市立圖書館西門智慧圖書館
臺北市立圖書館西門智慧圖書館（Ximen Intelligent Library），又名西門OpenBook智慧圖書館，是臺北市立圖書館的圖書館之一，位於台北捷運西門地下街其中的一區，臨近西門站，租用兩家店舖的空間成立，是臺北市首座捷運圖書館，約60坪。
因台北捷運公司規劃全區改造西門地下街，圖書館於2025年4月1日閉館。

## 歷史
- 1999年：西門地下街完工。
- 2002年12月1日：西門地下街開放通行。
- 2006年5月12日：西門智慧圖書館啟用。
- 2025年4月1日，閉館。

## 館藏特色
本館館藏特色為青少年閱讀，包含「網路文學」、「漫畫」、「偵探推理」、「歷史小說」、「奇幻冒險」、「武俠小說」、「科普作品」及「創作DIY」…等項目。

## 服務時間
服務時間為每天早上6時至晚間12時，全年無休，較現有台北市立圖書館各分館服務時間長。

## 無人化服務
2006年5月，北市圖於該地成立首座捷運圖書館，為一無人圖書館，使用RFID借閱證，憑悠遊卡或借閱證開門進入閱覽。

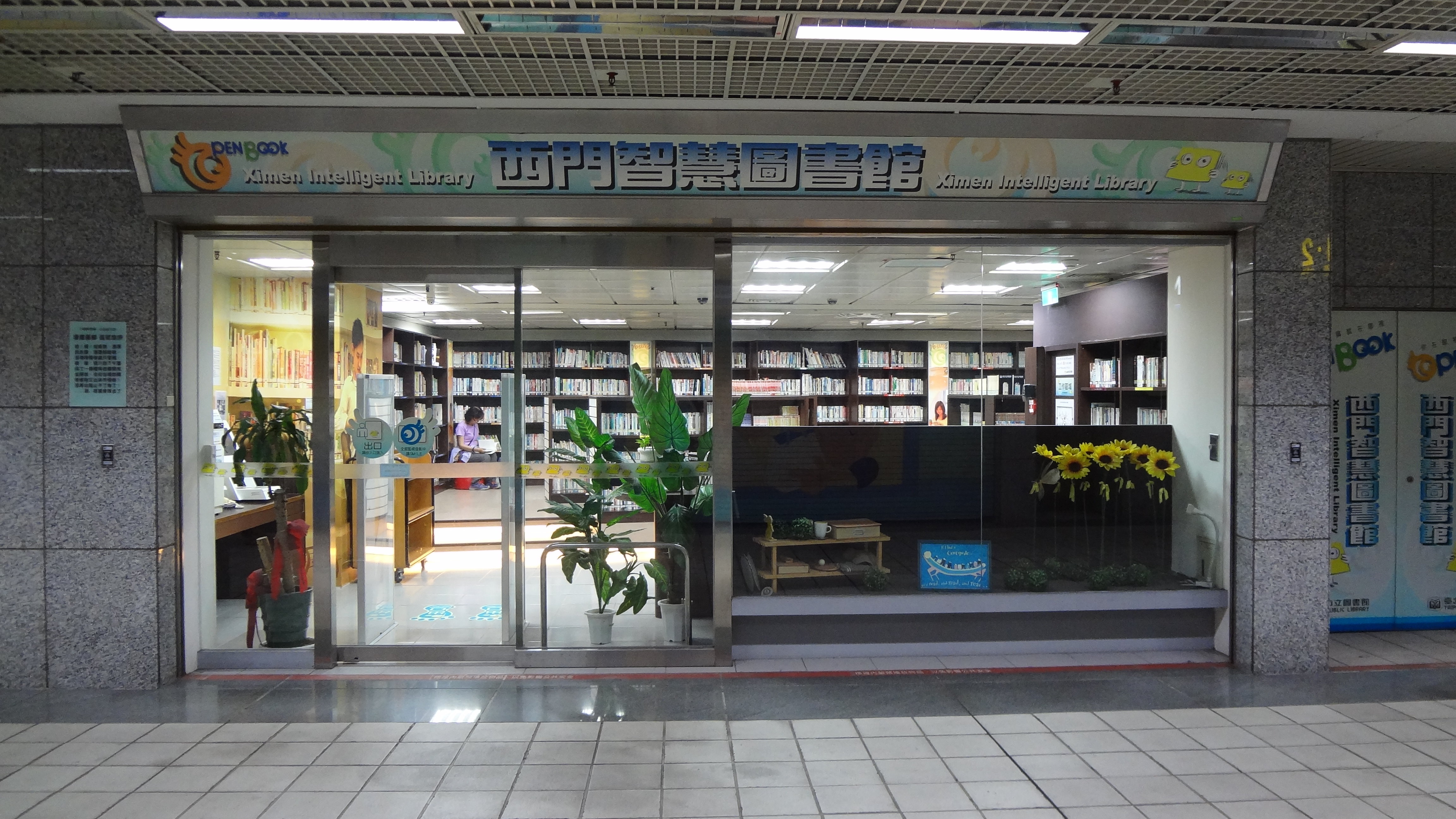
西門智慧圖書館出口
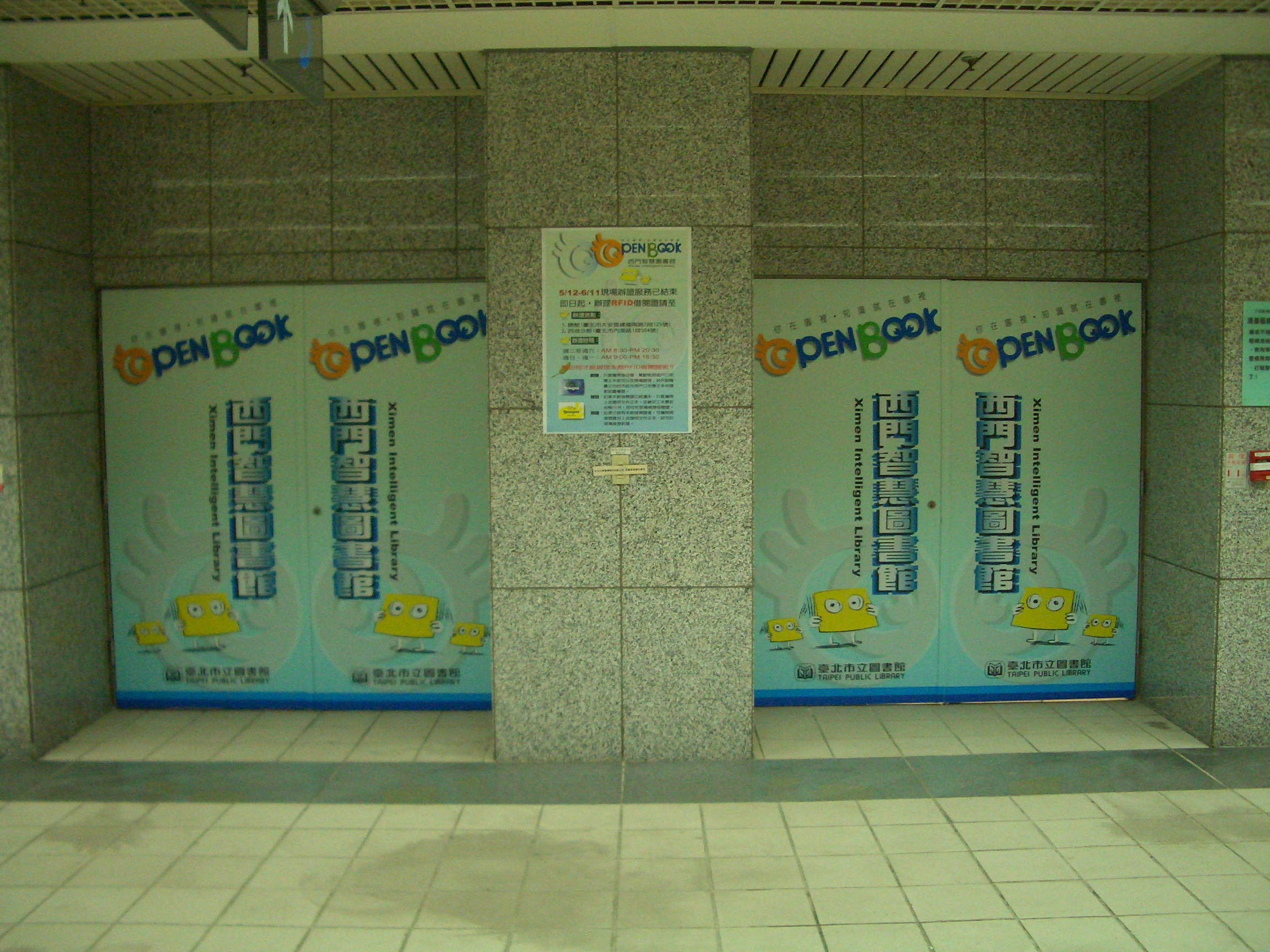
西門智慧圖書館辦公室
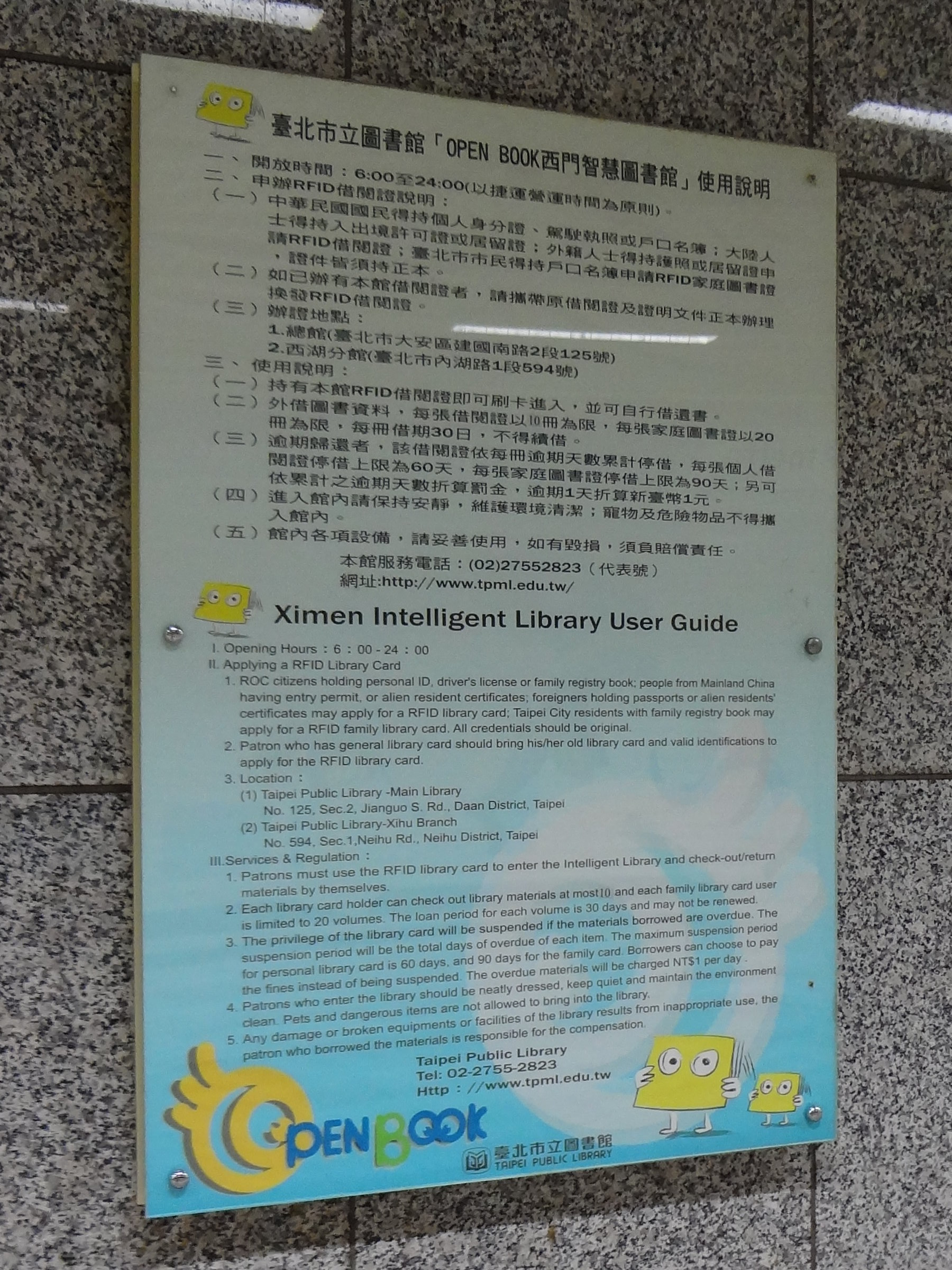
西門智慧圖書館使用說明
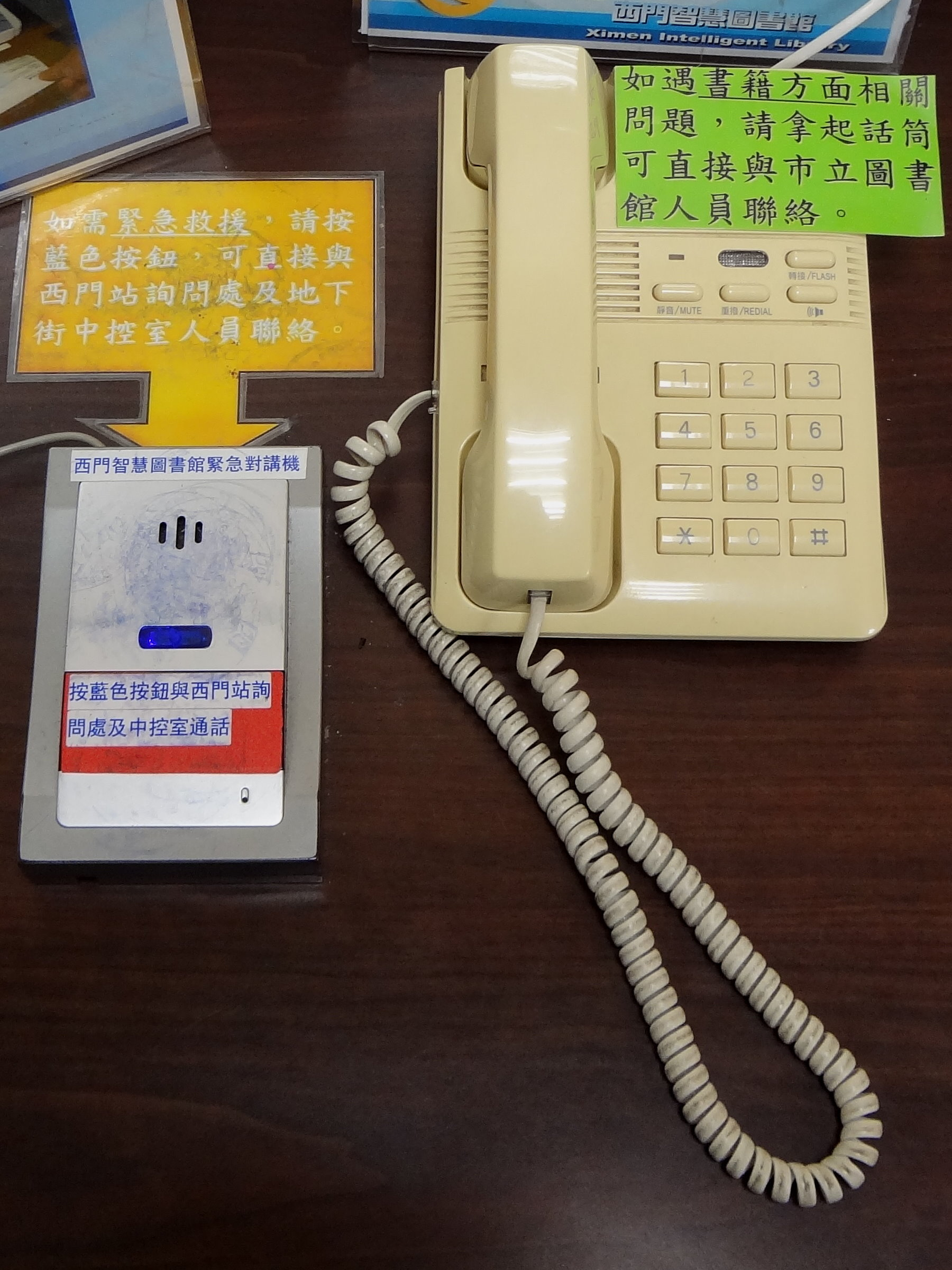
西門智慧圖書館緊急對講機與書籍諮詢電話機

## 交通路線

### 台北公車
- 捷運西門站：9、12、20、49、202、202(區)、205、206、212、212(直)、212(夜)、218、218(直)、223、231、232、234、246、250、252、253、260、262、262(區)、265(區)、265(夜)、265(經中央路)、265(經明德路)、270、302、304(承德)、304(重慶)、307、310、513、604、651、660、662、667、670、671、956、965、藍2、藍29、綠17、舊城公車、仁愛幹線、重慶幹線、中山幹線。[1]
- 中華路北站：9、12、49、202、202(區)、205、206、212、212(夜)、212(直)、218、218(直)、221、223、232、234、246、250、252、253、260、262、262(區)、265(區)、265(夜)、265(經中央路)、265(經明德路)、302、304(承德)、304(重慶)、307、310、604、660、662、667、670、671、956、965、藍29、綠17舊城公車、重慶幹線。[1]

### 台北捷運
- 板南線、 松山新店線西門站，由5號出口往西門地下街方向直走即可到達。

## 外部連結
- 西門智慧圖書館簡介 （页面存档备份，存于）

1. ↑  廖淑芳. . 臺北市立圖書館. 2020-11-10  [2021-05-26]. （原始内容存档于2021-05-26） （中文（繁體））.